# Arjuzanx
Arjuzanx (gaskonsko Arjusan) je naselje in občina v francoskem departmaju Landes regije Akvitanije. Naselje je leta 2009 imelo 211 prebivalcev.

## Geografija
Kraj leži v pokrajini Gaskonji ob reki Bez in jezeru Lac d'Ajuzanx, 34 km severozahodno od Mont-de-Marsana.

## Uprava
Občina Arjuzanx skupaj s sosednjimi občinami Arengosse, Garrosse, Lesperon, Morcenx, Onesse-et-Laharie, Ousse-Suzan, Sindères in Ygos-Saint-Saturnin sestavlja kanton Morcenx s sedežem v Morcenxu. Kanton je sestavni del okrožja Mont-de-Marsan.

## Zanimivosti
- romanska cerkev sv. Janeza Krstnika iz 12. stoletja,
- naravni rezervat, ozemlje nekdanjega odprtega rudnika lignita, po njegovem zaprtju uspešno vrnjeno naravi, s številnimi domačimi redkimi ali ogroženimi rastlinskimi in živalskimi vrstami.